# Свідерський Іван Іванович
Іва́н Іва́нович Свіде́рський (1 вересня 1983 — 6 вересня 2014) — молодший сержант 80-ї окремої десантно-штурмової бригади Збройних сил України, учасник російсько-української війни.

## Бойовий шлях
Народився 1983 року в селі Подільці (Самбірський район, Львівська область). Закінчив школу в селі Сусолів; 2002 року — Погірцівське ВПУ — здобув професію «майстер-налагоджувальник з технічного обслуговування».
В часі війни — стрілець-номер обслуги, 80-та окрема десантно-штурмова бригада. Сестра, споряджаючи на фронт, придбала американську каску.
1 вересня 2014-го зазнав важкого поранення в голову у бою під Луганськом, сильно ушкоджене обличчя, втратив око. Лікували в Харківському військовому госпіталі, перевезли до Києва. Мешканці Сусолова в перший же день зібрали 24000 гривень на лікування. Переніс кілька операцій, вранці 6 вересня помер.
Без Івана лишились батьки, дві сестри, дружина, син, донька.
Похований в селі Сусолів 10 вересня 2014-го.

## Нагороди і вшанування
За особисту мужність і героїзм, виявлені у захисті державного суверенітету та територіальної цілісності України, вірність військовій присязі під час російсько-української війни, відзначений — нагороджений
- орденом «За мужність» III ступеня (посмертно)
- нагрудним знаком «За оборону Луганського аеропорту» (посмертно)
- Його портрет розміщений на меморіалі «Стіна пам'яті полеглих за Україну» у Києві: секція 4, ряд 3, місце 25
- Сусолівській школі присвоєно ім'я Івана Свідерського
- Вшановується в меморіальному комплексі «Зала пам'яті», в щоденному ранковому церемоніалі 6 вересня[2]